# Five Cays
Five Cays – miasto w Turks i Caicos; 1963 mieszkańców w 2001